# Cabdill reial septentrional
El cabdill reial septentrional (Onychorhynchus mexicanus) és una espècie d'ocell de la família dels titírids (Tityridae). Es troba a l'Amèrica central i el nord-oest d'Amèrica del Sud, des del sud de Mèxic fins al nord de Colòmbia i l'oest de Veneçuela. Els seus hàbitats són els boscos tropicals i subtropicals de frondoses humits, els cursos d'aigua i els pantans tropicals. El seu estat de conservació es considera de risc mínim.
Té un característic plomall al cap en forma de ventall, que al desplegar-se mostra plomes vermelles ataronjades, en el mascle, i de color groc-taronja en la femella.